# Mutabo
Mutabo ist ein Kommunikations- und Papier-und-Bleistift-Spiel des deutschen Spieleautorenpaares Kathi Kappler und Johann Rüttinger, das 2017 bei deren Spieleverlag Drei Hasen in der Abendsonne erschienen ist. Das Spiel baut auf dem bekannten Prinzip der Kettensätze und zugleich der Stillen Post auf, bei dem die Spieler einen Zettel herumgeben und jeweils auf einen geschriebenen Satz mit einem Bild und auf ein Bild wiederum mit einem Satz reagieren.

## Thema und Ausstattung
Bei dem Spiel handelt es sich um ein Kommunikationsspiel, das neben zwei Kartensätzen à 54 Karten aus einem Din-A-4-Schreibblock und ausreichend Bleistiften für alle Mitspieler besteht. Der erste Kartensatz besteht aus jeweils mehreren Satzanfängen, der zweite aus entsprechenden Satzenden.

## Spielweise
Bei Mutabo gibt es keinen Startspieler, alle Spieler spielen gleichzeitig. Jeder Mitspieler bekommt ein Blatt Papier und einen Bleistift, zudem zieht jeder Spieler jeweils eine Karte mit Satzanfängen und eine mit Satzenden. Aus diesen kombinieren die Spieler jeweils einen Satz, den sie an das obere Ende des Papiers schreiben. Auf ein Zeichen werden alle Papierbögen jeweils an den rechten Nachbarn weitergegeben, der nun zu dem Satz wie bei Pictionary ein passendes Bild zeichnen muss und danach den geschriebenen Satz zurückfaltet. Der Bogen mit dem Bild wird nun erneut weitergegeben und der nächste Spieler versucht nun, aus dem Bild erneut einen Satz abzuleiten, den er aufschreibt.
Auf diese Weise werden die Bögen weitergegeben, bis jeder Spieler wieder sein Ausgangspapier hat. Die Ergebnisse werden laut vorgelesen und herumgezeigt. Einen Gewinner des Spiels gibt es dabei nicht, allerdings können die Spieler über die kreativste Serie abstimmen. Die beigelegten Papierbögen ermöglichen bis zu sechs Mitspieler, wobei auf der Webseite des Verlages auch Bögen für fünf, sieben oder acht Teilnehmer herunterzuladen sind.

## Veröffentlichung und Rezeption
Das Spiel Mutabo wurde von Kathi Kappler und gemeinsam mit ihrem Mann Johann Rüttinger entwickelt und erschien in einer ersten, roten, Auflage zu den Internationalen Spieletagen 2017 in deren Spieleverlag Drei Hasen in der Abendsonne. Eine zweite Auflage in blauer Schachtel folgte 2018. 2019 erschien mit Mini-Mutabo eine kleinere Version des Spiels ohne Block und Stifte, bestehend aus 100 neuen Karten, die sowohl als Ergänzung zu Mutabo wie auch allein gespielt werden können.
In seiner Spielweise entspricht das Spiel bekannten Partyspielen, bei denen Wort- und Satzketten gebildet werden. Im englischen Sprachraum ist zudem ein Spiel mit dem Namen Eat Poop You Cat bekannt, das in seiner Spielweise dem Spiel Mutabo entspricht. Auf diesem aufbauend existieren weitere Spiele, darunter etwa Telestrations (auf Deutsch erschienen als Stille Post Extrem), das international mit mehreren Spielepreisen ausgezeichnet wurde, und mehrere Ableger.

## Belege
1. 1 2 3  Spieleanleitung Mutabo, Drei Hasen in der Abendsonne 2018
2. ↑  Mutabo, Versionen bei BoardGameGeek. Abgerufen am 28. Dezember 2019.
3. ↑  Mini-Mutabo in der Spieledatenbank BoardGameGeek (englisch); Abgerufen am 28. Dezember 2019.
4. ↑  Eat Poop You Cat in der Spieledatenbank BoardGameGeek (englisch); Abgerufen am 28. Dezember 2019.
5. ↑  Telestrations in der Spieledatenbank BoardGameGeek (englisch); Abgerufen am 28. Dezember 2019.